# Хав'єр Муньйос (іспанський футболіст)
Хав'єр Муньйос (ісп. Javier Muñoz; нар. 28 лютого 1995, Парла) — іспанський футболіст, півзахисник, фланговий півзахисник клубу «Мірандес».

## Клубна кар'єра
Народився 28 лютого 1995 року в місті Парла. Починав займатися футболом у місцевій школі «Парла Ескуела», а 2006 року перейшов до кантери клубу «Реал Мадрид».
У дорослому футболі дебютував 2014 року виступами за третю команду «Реала», того ж року почав грати за його другу команду.
Не зумівши пробитися до основної команди «вершкових» після річної оренди в «Лорці» уклав контракт з «Алавесом». У цьому клубі також не став гравцем основної команди і віддавався в оренду до «Реал Ов'єдо» і «Тенерифе».
2020 року був орендований клубом «Мірандес».

## Виступи за збірну
2014 року провів одну гру у складі юнацької збірної Іспанії (U-19).